# Leptothorax dissimilis
Leptothorax dissimilis är en myrart som först beskrevs av Carlos Guillermo Aguayo 1932.  Leptothorax dissimilis ingår i släktet smalmyror, och familjen myror. Inga underarter finns listade i Catalogue of Life.